# Faramea purdieana
Faramea purdieana är en måreväxtart som beskrevs av George Bentham. Faramea purdieana ingår i släktet Faramea och familjen måreväxter.
Artens utbredningsområde är Colombia. Inga underarter finns listade i Catalogue of Life.